# Personnages de Bob l'éponge
 (juillet 2011).
Si vous disposez d'ouvrages ou d'articles de référence ou si vous connaissez des sites web de qualité traitant du thème abordé ici, merci de compléter l'article en donnant les références utiles à sa vérifiabilité et en les liant à la section « Notes et références ».
Les personnages de Bob l'éponge ont été créés par l'artiste, animateur et ancien biologiste Stephen Hillenburg. En plus du doublage de la série, de nombreuses célébrités américaine ont doublé dans Bob l'éponge. Notamment, les voix d'Ernest Borgnine et de Tim Conway dans les rôles respectifs de l'Homme Sirène et de Bernard l'ermite, alors que d'autres sont apparus durant une courte période.

## Personnages principaux
- Bob l'éponge (SpongeBob SquarePants) : est une éponge de mer joyeuse et naïve, qui travaille comme cuisinier au Crabe Croustillant, toujours habillée de la même façon avec des pantalons carrés, une chemise blanche et une cravate rouge. Il vit dans un ananas sous la mer et a comme voisins Patrick Étoile et Carlo Tentacule. Bob vit avec Gary, un escargot de compagnie qui miaule comme un chat.
- Carlo Tentacule (Squidward Tentacles) : Calamar vert turquoise arrogant et peu sociable vivant dans la même rue que Bob et Patrick. Carlo est le collègue de travail de Bob au restaurant du « Crabe Croustillant », en tant que caissier. Carlo est surnommé « le caissier grognon » par les clients du restaurant. Il est froid, égoïste, irascible, sans humour et déteste Bob pour tout ce qu'il représente (sa joie de vivre, son optimisme permanent et sa naïveté confondante), mais il est prouvé que si Bob disparaissait il se plaindrait car au fond de lui, il aime beaucoup Bob, et aimerait même devenir son ami. Carlo est par contre le contraire de Bob. C'est un adulte qui s'est résigné à faire une croix sur ses rêves et qui de jour en jour est plus aigri par la vie. Carlo est passionné de clarinette et de musique classique, mais il est un piètre musicien (contrairement à Bob qui n'y connait rien mais est capable de jouer une superbe symphonie en soufflant dans un morceau de papier). Mais quand il veut il peut être un peintre, un virtuose en musique qui adore faire la cuisine et le ménage ainsi que jardiner en ses heures perdues.
- Patrick l'étoile de mer (Patrick Star) : Patrick est une étoile de mer saumon portant toujours un short vert avec des fleurs mauves. C'est le meilleur ami de Bob. Il vit sous un rocher comme généralement les étoiles de mer. Contrairement à ce qu'on pourrait croire, il n'est pas idiot. Il a simplement le QI d'une... étoile de mer, probablement très proche de celui d'une huître. Il est aussi immature que Bob et presque aussi naïf. Il a un grave problème de mémoire qui fait que même lorsqu'il dit quelque chose d'intelligent, il l'oublie aussitôt. Comme Bob, Patrick adore les méduses et les clubs secrets. Patrick est la gentillesse incarnée mais il est capable d'entrer dans des colères dévastatrices pour une broutille. Il possède notamment une sœur hideuse. Dans la version française, Patrick a une forte tendance à former ses phrases avec : « A que ... » à la manière de Johnny Hallyday.
- Sandy Écureuil (Sandy Cheeks) : Écureuil femelle terrestre originaire du Texas immigrée à Bikini Bottom dans le but de faire des recherches scientifiques sous-marines (il est révélé dans un épisode que ses patrons sont des singes). Sandy vit maintenant dans un dôme de verre rempli d'air, sous l'eau. Elle et Bob sont d'excellents amis qui adorent pratiquer le karaté ensemble (sport auquel elle bat très souvent Bob de par sa force et son énergie). Pour sortir de chez elle, elle porte une combinaison et un scaphandre, ce qui lui permet de respirer normalement.
- Eugène Krabs (Mr. Krabs ou « Capitaine Krabs ») : Propriétaire du Crabe Croustillant (ancienne maison de retraite, le Rusty Krab, renommée en Krusty Krab). Il souhaite que Bob l'éponge reste employé dans son restaurant pendant une durée indéfinie car il est impressionné par ses talents de cuisinier. Il lui arrive parfois de le remplacer en cuisine lorsque Bob est absent ou qu'il quitte (temporairement) le Crabe Croustillant. Il garde secrètement la recette des pâtés de crabes (plat vedette qui est à l'origine de sa fortune). Il est extrêmement avare, vouant un culte à son premier billet et allant jusqu'à s'arracher un bras pour un sou. Dans un épisode il sacrifie même Bob pour 62 centimes et dans un autre, il se montre jaloux de Plankton juste parce qu'il a UN client alors que Krabs a les clients de la moitié de la ville. Il est radin, et n'a pas de morale car il vend des pâtés de crabe alors qu'il est lui-même un crabe. On peut reconnaître à travers son personnage une caricature du capitalisme américain.
- Sheldon Jr Plankton : Plankton est un minuscule copépode qui possède un restaurant en face du Crabe Croustillant qui s'appelle le « Seau de l'Enfer » et qui manque cruellement de clients (ses locaux sont souvent vides et poussiéreux). Horriblement méchant et mégalomane au possible, Plankton est le rival du capitaine Krabs qui fut autrefois son meilleur ami (il est prouvé après tout que leur relation est un cocktail ami-ennemi, et que lui et Krabs redeviennent des amis à certaines occasions). Plankton est un génie de la science mais un piètre cuisinier, et n'a qu'un but dans la vie : s'emparer de la recette secrète du pâté de crabe. Pour cela, il use de tous les stratagèmes imaginables (chantage, déguisements, mensonges, robots géants, etc. ) mais échoue toujours lamentablement. Il a « épousé » un ordinateur, Karen, qui le gronde souvent lorsqu'il prépare un mauvais plan, ce qui agace Plankton qui ne se gêne pas pour l'éteindre dans certains épisodes.
- Karen Plankton: Femme de Plankton. C'est une machine ou plutôt un ordinateur (comme les ordinateurs de bureau). Elle parle et s'exprime au travers d'un écran pour donner des conseils ou aider son mari dans ses tentatives pour voler la recette secrète des Pâtés de Crabe. Elle est beaucoup plus calme, réfléchie et posée que Plankton et son aide est donc précieuse. Cependant par ses réflexions souvent moqueuses, acerbes voire humiliantes, Karen semble parfois mépriser Plankton à cause de son attitude. Elle avouera même regretter de l'avoir « épousé ».
- Gary : Précisément Gary Wilson Junior. Escargot de compagnie de Bob. Très indépendant, il a la particularité de miauler comme un chat. Il déteste les bains et adore manger à même le sol. Bien qu'il ne parle pas, il tempère bien souvent les emballements de Bob et le ramène parfois à la raison... Dans l'épisode « Rêver sans y être invité », Bob pénètre dans ses rêves et s'aperçoit à cette occasion qu'il est extrêmement cultivé et intelligent.
- Mme Puff (Mrs. Penelope Puff) : Madame Penelope Puff est un poisson-globe qui dirige une auto-école. Il s'agit d'une veuve (son dernier mari est aujourd'hui une lampe de chevet) très méticuleuse voire un peu maniaque qui mène une vie sage et bien rangée. Elle cherche toujours à garder son calme et son sang-froid car à la moindre contrariété elle peut rapidement être (littéralement) gonflée. Bob l'éponge est son meilleur élève dans les cours théoriques mais il devient son fléau dans la pratique dès qu'il faut lui apprendre à conduire... À force, Bob devient le cauchemar de madame Puff et elle est prête à tout pour que cela cesse. Dans un épisode, elle donne même le permis à Bob, excédée, mais elle le regrette vite et fait tout pour le lui enlever.
- Pearl Krabs : Pearl est la fille du capitaine Krabs. Ce n'est pas un crabe comme son père mais un cachalot - sa mère est inconnue jusqu'à présent. Âgée de quinze ans, Pearl est une adolescente capricieuse et colérique qui veut toujours être à la mode et être la plus populaire. Elle a honte de son père car elle le trouve trop radin, vieux, démodé et pas assez « corail » (expression qu'elle emploie souvent et qui signifie « cool »). Pearl passe le clair de son temps à papoter avec ses copines en écoutant des « boy's bands » et à faire du shopping.

## Personnages récurrents
- Guillaume Calmarchic (Squilliam Fancyson) : C'est un Calamar né le 9 octobre 1977 (47 ans). Guillaume est fabuleusement riche et aime porter des smokings. Il était dans le même lycée que Carlo et vient le narguer régulièrement sur sa réussite, alors que Carlo a fini caissier. Dans un épisode, Carlo fait croire à Calmarchic qu'il est le propriétaire du Crabe Croustillant, mais il termine par être démasqué. Guillaume possède une incroyable villa luxueuse. Dans l'épisode L'orchestre, Guillaume fait une crise cardiaque après avoir été impressionné par le talent de Carlo.
- Le Hollandais volant (The Flying Dutchman) : Fantôme aux allures effrayantes et vraisemblablement drôles à la fois d'un capitaine hollandais dont le bateau a coulé près de Bikini Bottom. Il apparaît dans quelques épisodes et ne sépare pas de sa vieille chaussette, car sans elle, il serait incapable de manger.
- Larry : Archétype même du bellâtre musclé, gentil mais pas très intelligent, qui sévit sur les plages. Il s'agit d'un homard musclé et sportif qui adore faire de la musculation sur la plage de Goo Lagoon, notamment avec Sandy. Il est également révélé qu'il est sauveteur.
- L'Homme sirène et Bernard l'ermite (Mermaid Man and Barnacle Boy) : Deux super-héros à la retraite vivant dans une maison de retraite de Bikini Bottom. Ils sont vieux, lents, sourds et myopes, mais ils restent les idoles de Bob et Patrick qui sautent sur chaque occasion de faire renaître leur gloire passée.
- Les méduses (The jellyfish) : Elles vivent en groupe dans les prairies des méduses. Elles fabriquent de la confiture mauve, dont Bob raffole.
- Patchy le pirate et son perroquet (Patchy the Pirate and his parrot) : Deux acteurs incarnant le fan club de Bob l'éponge. Ils apparaissent dans des scènes filmées, dans 6 épisodes, comme L'Épisode perdu, Bob l'éponge DC, Le hollandais volant, Bob le roi de la fête, Le premier noël et Amis ou ennemis. Patchy est un pirate de pacotille qui porte un faux bandeau sur l’œil (il change d’ailleurs régulièrement de côté) et une jambe de bois en plastique. Il se présente comme « le président du fan club de Bob l’éponge » et répond parfois au courrier des lecteurs. Son compagnon, Potty le perroquet, est une infâme marionnette dont on voit les fils et qui a toujours quelque chose de désagréable à dire surtout lorsqu’il s’agit de Patchy. Il passe d’ailleurs le plus clair de son temps à vouloir anéantir Patchy en l’envoyant dans les griffes d’un dinosaure par exemple ou en lui offrant un cadeau, cachant en réalité une bombe. Ces petits intermèdes filmés sont comme une récréation délirante intervenant avant, pendant et après les épisodes proprement dits et avec lesquels ils n'ont, bien souvent, aucun rapport. Ils font référence aux anciens shows de Pee Wee Herman dont l’auteur Stephen Hillenburg était un grand fan. Au fil de leurs apparitions, Patchy et Potty sont devenus très populaires auprès des fans et ils font désormais partie des personnages emblématiques et récurrents de la série. En France, TF1 supprime systématiquement les passages mettant en scène Patchy et Potty, ce qui fait que de nombreux spectateurs français ne connaissent même pas leur existence. Patchy le pirate est interprété par l’acteur Tom Kenny qui n’est autre que celui qui a créé la voix originale de Bob l’éponge et le double (en VO) dans chaque épisode. Tom Kenny prête aussi sa voix au narrateur qui intervient au début de certains épisodes et miaule à la place de l'escargot Gary. Quant à Potty, c’est Stephen Hillenburg lui-même (le créateur de Bob) qui lui prête sa voix.
- Les parents de Bob (SpongeBob's parents) : La mère (Claire Johnson) et le père (Harold Éponge) de Bob l'Éponge interviennent dans plusieurs épisodes. Contrairement à Bob, ils ne font pas preuve d'une stupidité ou d'une extravagance particulière, ils sont tout à fait normaux.
- Spat: Spat est la spatule de Bob l'éponge, grâce à laquelle il cuisine. Une fois, Bob, par accident en cuisinant, l'a cassée et envoyée à la clinique. Il eut alors le cœur brisé et tous les moments qu'il a passés avec elle ont défilé devant ses yeux, surtout la fois où il combattait un pirate avec Spat. Mais M. Krabs encore avare lui a dit d'acheter une spatule multi-fonctions, et Bob, tenté, s'en procure une contre tout ce qu'il possède mais finit par regretter. À la fin Bob va supplier Spat, qui était en chaise roulante, de lui pardonner. Spat accepte ses excuses et Bob abandonne l'autre spatule. Son nom est confirmé quand Carlo lit le journal intime de Bob : "Ma spatule s'appelle Spat." Bob est tellement accroché à Spat et tient à elle plus qu'à n'importe quel autre objet. C'est son deuxième meilleur ami.

## Personnages épisodiques
- Black Jack : Cousin musclé et brutal de Bob. Il est révélé dans un épisode qu'il était grand auparavant, mais finalement, toutes ces années de prison l'ont rendu très petit.
- Stanley : Autre cousin de Bob l'éponge, Stanley est très maladroit et casse tout ce qu'il touche (il touche la caisse enregistreuse de Krabs et celle-ci commence à brûler)
- Boule de gras (Bubble Bass) : Gros et sale, ce poisson à lunettes est un goinfre et un adversaire de Bob. Personnage grossier, répugnant et antipathique, Boule de Gras n'a aucun ami et prend plaisir à causer des ennuis aux gens. Bob et lui se connaissent depuis longtemps et ils sont ennemis. Il le défiera dans un combat de nourriture et cachera les cornichons sous sa langue pour duper Bob.
- La Bulle Infernale et Lunettes Noires (The Dirty Bubble and Man Ray) : Deux super-vilains, ennemis éternels de l'Homme-Sirène. La première est la grosse bulle méchante de la série « L'Homme Sirène ». Cependant, Bob et Patrick s'occuperont de Lunettes Noires dans un épisode en tentant de lui apprendre à être gentil, ce qui, finalement, aura pour effet qu'il quittera Bikini Bottom en ayant perdu toute méchanceté.
- Debbie: Hippocampe sauvage que Bob essaye d'apprivoiser pour pouvoir faire des chevauchées.
- Franck (Frank) : Propriétaire du magasin de farces et attrapes.
- Grand-mère et Grand-père Éponge (Grandma and Grandpa SquarePants) : Grands-parents de Bob.
- Les parents de Patrick (Patrick's parents) : Les non-normaux parents de Patrick
- Jacasseur L'étrangleur (Tattletale Strangler) : Criminel se retrouvant derrière les barreaux à la prison de Bikini Bottom à cause de Bob l'éponge. Tous les habitants connaissent son existence et rien qu'à voir son portrait ils en ont froid dans le dos.
- Le Roi Neptune (King Neptune) : Roi des océans mais aussi grand magicien pouvant lancer des éclairs, se téléporter ou transformer les gens.
- Madame Krabs (Mama Krabs) : La mère du capitaine Krabs et grand-mère de Pearl, est un vieux crabe qui porte un chignon blanc derrière la tête et de grosses lunettes beaucoup plus larges que ses yeux. C'est quelqu'un d'assez strict qui n'aime pas ceux qui font des bêtises ou qui disent des gros mots. Elle est très sensible à ces choses là et peut vite s'évanouir quand elle est déçue. Elle est si sévère que même Eugène Krabs la craint et lui obéit sans protester.
- Roger la Limande (Flats the Flounder) : Nouvel élève au caractère très brutal à l'auto-école qui apparaît dans l'épisode Le Bob, la Brute et la Maitresse.
- Wormy : Un des nombreux animaux domestiques de Sandy.
- Jim : Apparu dans l'épisode Ce bon vieux Jim, Jim est l'ancien employé de M. Krabs. Au Crabe Croustillant, derrière toutes les photos de Bob (où il est employé du mois) se cache la photo de Jim avec écrit (Le meilleur employé de tous les temps).
- Jack M. Le Poisson Fou (Jack M. Crazyfish) : Apparu dans l'épisode Le coquard, Bob rêvait qu'il se battait contre lui, il raconta à tout le monde que c'est en se battant contre Jack M., qu'il a eu ce coquard. Il s'avère aussi qu'il triche au « Pierre, Papier, Ciseaux »
- Lary l'escargot (Lary the Snail) : Lors de l'épisode L'éponge abandonnée, Gary passe tout son temps avec Patrick, alors Bob décide de s'acheter un nouvel escargot, beaucoup moins drôle et plus sans-gêne que l'ancien, Lary fait comprendre à Bob qu'il ne faut pas le déranger.
- Thomas La Truite (Perch Perkins) : Commentateur de Bikini Bottom faisant son apparition dans 2 ou 3 épisodes.
- Tony Junior : Jeune conducteur qui est le fils du célèbre Tony apparu dans l'épisode Tony Junior. Il va aider Bob l'éponge à mieux conduire en « restant zen » mais celui-ci va vite comprendre que ce n'est pas la bonne méthode.
- Craig Mammalton: C'est le plus bronzé de Bikini Bottom et selon certains habitants, même ses os seraient en or. Il offre des invitations pour ceux qui sont bronzés. Craig traite ainsi Bob et Patrick de bébé parce qu'ils se mettent du gel pour éviter les brulures de soleil.
- Puffy Fluppy (Puffy Fluffy) : Animal de compagnie que va acheter Bob l'éponge pour que Gary se sente moins seul lorsque Bob s'en va au travail. Animal de compagnie qui perd le contrôle en présence d'autre animaux de compagnie.
- Snellie: C'est l'escargot de Carlo. Elle est amoureuse de Gary et Gary aussi. Mais des escargots affreux l'arrêtent. Snellie et Gary ne manquent de se revoir malgré cet incident.
- Buck l'éponge (SpongeBuck) : Il est « l'ancêtre » de Bob l'éponge. Il est venu à Bikini Bottom (appelé à ce moment N'a-qu'un-œil-Ravin, car la ville était contrôlée par N'a-qu'un-œil (certainement l'ancêtre de Plancton)) il a été nommé shériff et a défendu la ville en battant N'a-qu'un-œil et il appela celle-ci « Bikini Ravin » et où il fut nommé « restaurateur ».
- Junior : Trouvé par Bob L'éponge et Patrick, Junior est une coquille Saint-Jacques. Bob et Patrick jouent le rôle des parents de Junior. Bob joue la mère et Patrick le père.
- Les faux parents de Patrick : Invités semblables à des parents de Patrick. Leur seul défaut, c'est que Patrick et ses faux parents ont tendance à se moquer de Bob, alors que ça ne lui plaît pas du tout et ça rend Bob complètement fou. Ces personnages apparaissent dans l'épisode « Les parents de Patrick ».
- Sam: C'est la grande sœur de Patrick. Bien que celui-ci ne la mentionne pas souvent. Elle apparait dans l'épisode Grande sœur, Sam. Elle est robuste grande, costaud et a beaucoup de muscles. Patrick l'apprécie mais Bob, non. À cause de ces cris, de ces moqueries et surtout de ces insultes à son égard.
- LRH: Ce sont les rois (altesses) suprèmes (major) de Bikini Bottom.
- Le nouveau voisin (The new neighbor) : Le voisin que Carlo a toujours rêvé (Saison 7 épisode 48).
- Silvia (Squilvia) : Une fille qui ressemble exactement à Carlo, et Carlo est amoureux d'elle (Saison 7 épisode 49).
- Nat Peterson : Un poisson qui se fait passer pour un client de Plankton.
- Marcel Bubulle (Bubble Buddy) : Un petit être créé par Bob (fabriqué en bulle) qui a été conçu lorsque Bob s'ennuyait. Il possède notamment un fils prénommé "Billy Bubulle".
- James Eponge (Sponge James): C'est le petit-fils de Bob dans le futur. Naïf comme Bob et porte une casquette à l'envers et un pantalon carré avec une cravate enlancée. C'est la légende futuriste et le héros de la prochaine série de Bob l'éponge tenant son nom.
- Étoile de mer (Starfish): C'est la décomposition de Patrick l'étoile de mer, lorsque ce dernier perd sa main.
- Les neveux de Krabs et les cousins de Pearl inconnus (Mr. Krabs' nephews and Pearl's cousins): Ils sont apparus dans l'épisode(Cousin Stanley). On ne connait pas leurs noms. Ce sont les trois neveux de Krabs et ce sont les cousins de Pearl.
- Triton: C'est le fils du Roi Neptune. Il a préféré le monde des humains et a été emprisonné dans une cage qui le rétrécit. Neptune finit par lui pardonner quand il maitrise ces pouvoirs.
- Microbe (Spot): C'est un chien gélatineux qu'a adopté Plankton. Il l'a aidé a récupérer la recette du Pâté de Crabe mais Plankton n'a pas réussi.
- Karen 2: C'est le robot sophistiqué que Plankton a créé quand il pensait que Karen ne servait plus à rien. Plankton a par contre oublier de lui créer des bras. Karen 2 a battu Karen dans un duel au Crabe Croustillant mais Plankton a pris les piles de Karen 2 pour recharger Karen.
- Mortimer Plein les poches: C'est un spécialiste d'art, promouvant de rendre Carlo célèbre.
- Cappy: C'est l'un des nombreux oncles de Bob. Celui-ci adore que Bob fasse des travaux mécaniques avec lui.
- Charles Douzi: C'est la douzième méduse que Bob a péché.
- Ami: C'est l'unique méduse bleu. C'est d'ailleurs l'unique méduse que Bob n'avait pas arrivé à capturer. Il l'appelait Bel Inconnu et quand il le capture il l'appelle Ami.
- Flutride (Amphitrite): C'est la femme de Neptune et la mère de Triton. Elle est triste de l'attitude de Neptune quand on lui parle de Triton.

## Groupes de musique de Bikini Bottom
- Les garçons qui pleurent: Ils sont apparus dans l'épisode L'anniversaire de Pearl. C'est un boy's band de trois garçons. C'est le groupe préféré de Pearl, Bob et Carlo.
- Orchestre symphonique de Bikini Bottom: En réalité, cet orchestre a été formé par Bob pour rendre service à Carlo. L'orchestre est composé de toute la ville de Bikini Bottom. Cela a été une surprise pour Carlo qui n'en a manqué de s'en vanter. Guillaume Calmarchic est mort de la réussite de cet orchestre.